# Auguste Ravez
Auguste Simon Hubert Marie Ravez, dit le comte Ravez, né à Lyon le 21 octobre 1770, mort à Bordeaux le 3 septembre 1849, est un avocat et homme politique français.

## Biographie

### Jeunesse à Lyon
Fils d'un marchand vergettier lyonnais, il fait ses études au collège des Oratoriens et étudie le droit. Au terme d'une de ses premières plaidoiries, il est accusé de conspiration puis libéré fin juillet 1792 par décret de l'Assemblée législative. Toutefois, il ne peut rester dans une ville où le régime de la Terreur le considère comme hostile. Il quitte Lyon et décide de s'installer à Bordeaux en décembre 1792, où il poursuivra sa carrière de magistrat.

### Vie parlementaire
Nommé président du collège électoral de Bordeaux par l'archichancelier Cambacérès en 1807, il est élu député de la Gironde sous la Restauration, en 1816.
Apprécié et estimé de Louis XVIII, il est nommé sous-secrétaire d'État au département de la Justice du 16 avril 1817 au 29 décembre 1818 dans le gouvernement Armand du Plessis de Richelieu. Il est l'un des nombreux signataires de l'acte de naissance duc de Bordeaux, le 29 septembre 1820.
Il est Président de la Chambre des députés du 11 décembre 1818 au 24 décembre 1823 et du 31 mars 1824 au 5 novembre 1827 et est Premier Président de la Cour royale (c'est-à-dire d'Appel) de Bordeaux de 1824 à 1830.
À la suite du basculement de majorité à la Chambre fin 1827, il perd son fauteuil de Président et Charles X le nomme Conseiller d'État en service extraordinaire en 1828.
Il est fait Pair de France par ordonnance du 10 août 1829.

### Après la Restauration
Retourné à la vie privée pendant la monarchie de Juillet, il obtient sa réintégration dans le barreau bordelais en tant que jurisconsulte et poursuit ses œuvres de charité à travers la présidence du conseil de la paroisse Saint-Paul à Bordeaux, dans la rue qui, plus tard, portera son nom.
Il continue d'entretenir des relations avec les Bourbons en exil, notamment la duchesse de Berry ou encore Charles X, qui lui demande d'instruire son petit-fils, le « comte de Chambord », dans la science du droit.
Passée la Révolution de 1848, il revient à la politique et est élu conseiller général de la Gironde en juin 1848 puis, aux élections législatives de 1849, député de la Gironde. Désigné président de la commission de la Législation et membre de la Haute-Cour de Justice, il décède quelques mois plus tard d'une congestion pulmonaire en pleine séance du conseil général. Il est inhumé au cimetière de la Chartreuse à Bordeaux dans le caveau qui fut la première concession accordée par la ville à un particulier, en hommage à sa fille décédée en bas âge.

## Carrière et orientations politiques
Tout au long de sa vie, Auguste Ravez est considéré comme un magistrat éloquent et talentueux, ainsi qu'en témoignent ses amis comme ses adversaires à la barre : « Les séductions de l'Art oratoire ont pu faire oublier les résultats qui se montreront lorsque le prestige répandu dans l'audience sera dissipé ».
Comme homme politique, il appartient au centre-droit. Modéré, il soutient avec prudence la loi de la liberté de la presse lors des débats de juin 1819 : « Il sera le président modèle et, pendant neuf ans, sera continué dans cette fonction. », dira Pierre de La Gorce.
Ne souhaitant pas participer au dernier gouvernement du Prince de Polignac malgré la sollicitation de ce dernier, il demeure cependant fidèle aux Bourbons et se démet de ses fonctions de Pair de France et de 1er Président de la Cour d'appel de Bordeaux à la chute de Charles X.

## Citations
« Il en est des libertés comme du pouvoir, elles tendent à s'agrandir et, si elles n'étaient pas contenues, elles périraient comme lui par leurs propres excès. »

« Ne mesurons pas nos devoirs par notre puissance, mais notre puissance par nos devoirs. »

« Dieu le fit et brisa le moule. »

« Fais ce que dois. »

## Famille

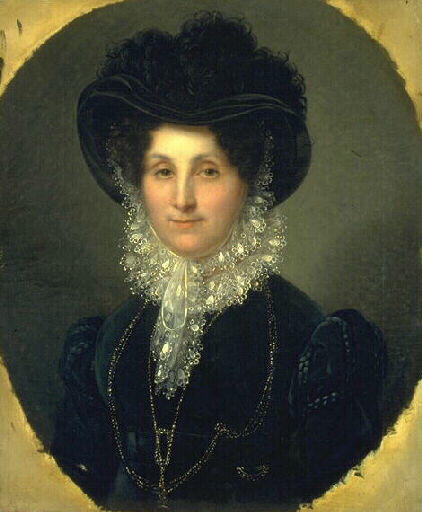
Portrait de Marie-Anne Deleyre épouse d'Auguste Simon Ravez par François Kinson.

Famille originaire du Jura, leur descendant Claude Joseph Ravez s'installe à Lyon comme marchand vergetier et s'y marie en 1765 avec Antoinette Aroud, issue d'une famille de forgeurs de Saint-Genis-Terrenoire, département de la Loire.
De cette union naquit Auguste-Simon-Hubert-Marie Ravez, qui s'allie en 1796 avec la nièce d'Alexandre Deleyre, Marie-Anne "Alexandrine", dont la famille, l'avait accueilli à son arrivée à Bordeaux. De leur mariage, plusieurs enfants, dont Antoine Arnaud Sophie Auguste Ravez qui épouse Marie-Louise Ducru, issue de la famille Ducru-Duluc, propriétaire des châteaux Ducru-Beaucaillou et Branaire-Ducru. Il est dit qu'en l'honneur de sa belle-fille, Auguste père remplaça le traditionnel verre d'eau des orateurs à l'Assemblée Nationale par un verre de Ducru-Beaucaillou. De cette union, naissent trois enfants : Marie-Thérèse Joséphine Caroline, Jean-Baptiste Marie Joseph Alfred, qui fera reconstruire à la fin du XIXe siècle le Château Millet à Portets (33), et Marie Joséphine Antoinette Ernestine, dont la dot apportée au mariage de sa fille, Marie de Pichard de Latour avec Marc Paul Louis Marquis de Carbonnier de Marzac, permettra la restauration du château de Puymartin à Marquay (24). Au décès de son père, en 1849, il tentera, sans succès, de succéder à son mandat de conseiller général de la Gironde. Le « comte de Chambord » lui adressera une lettre datée du 10 janvier 1857 à la suite du décès de sa fille, Ernestine, survenu en décembre 1856.

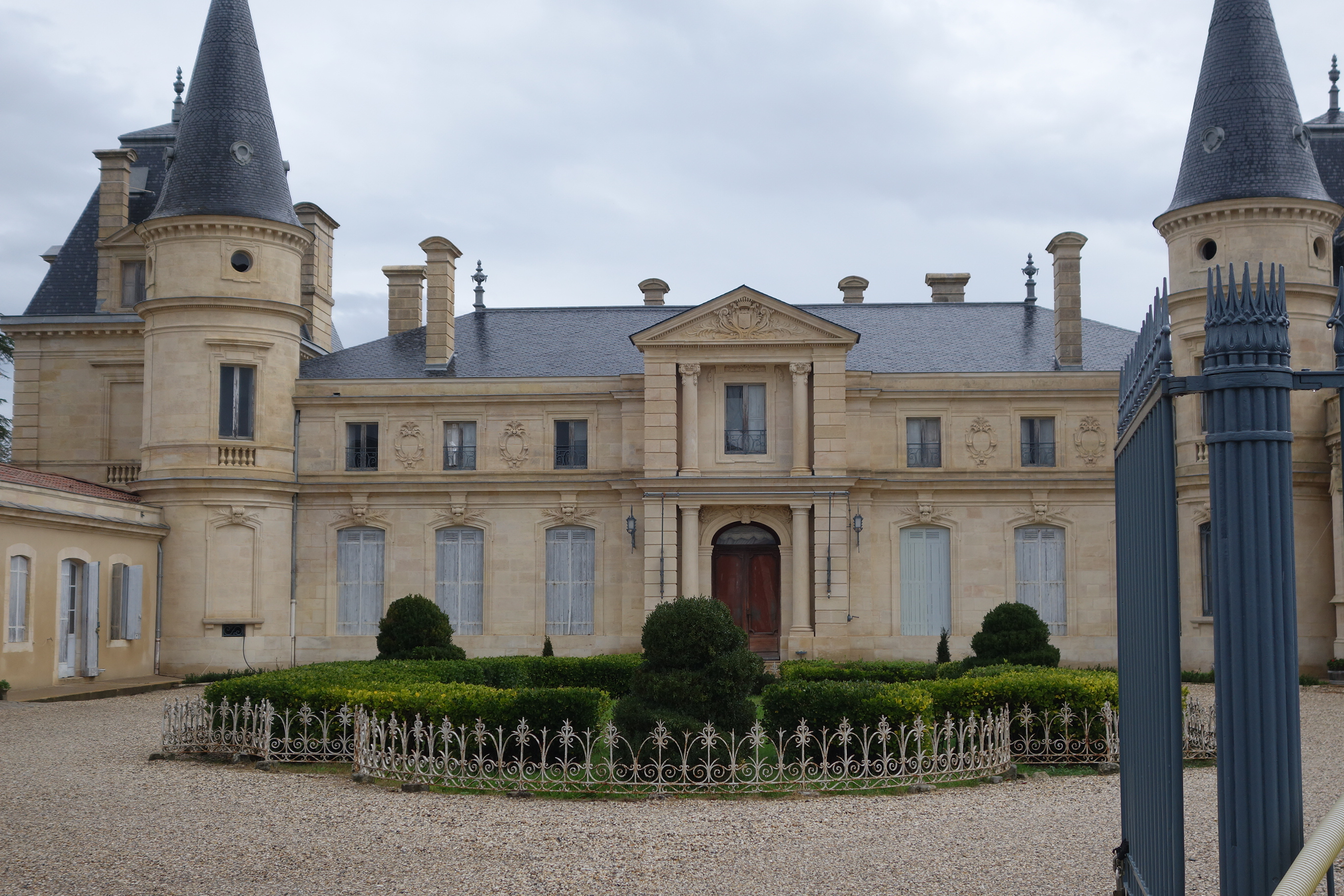
château Millet, Portets (33), façade principale.

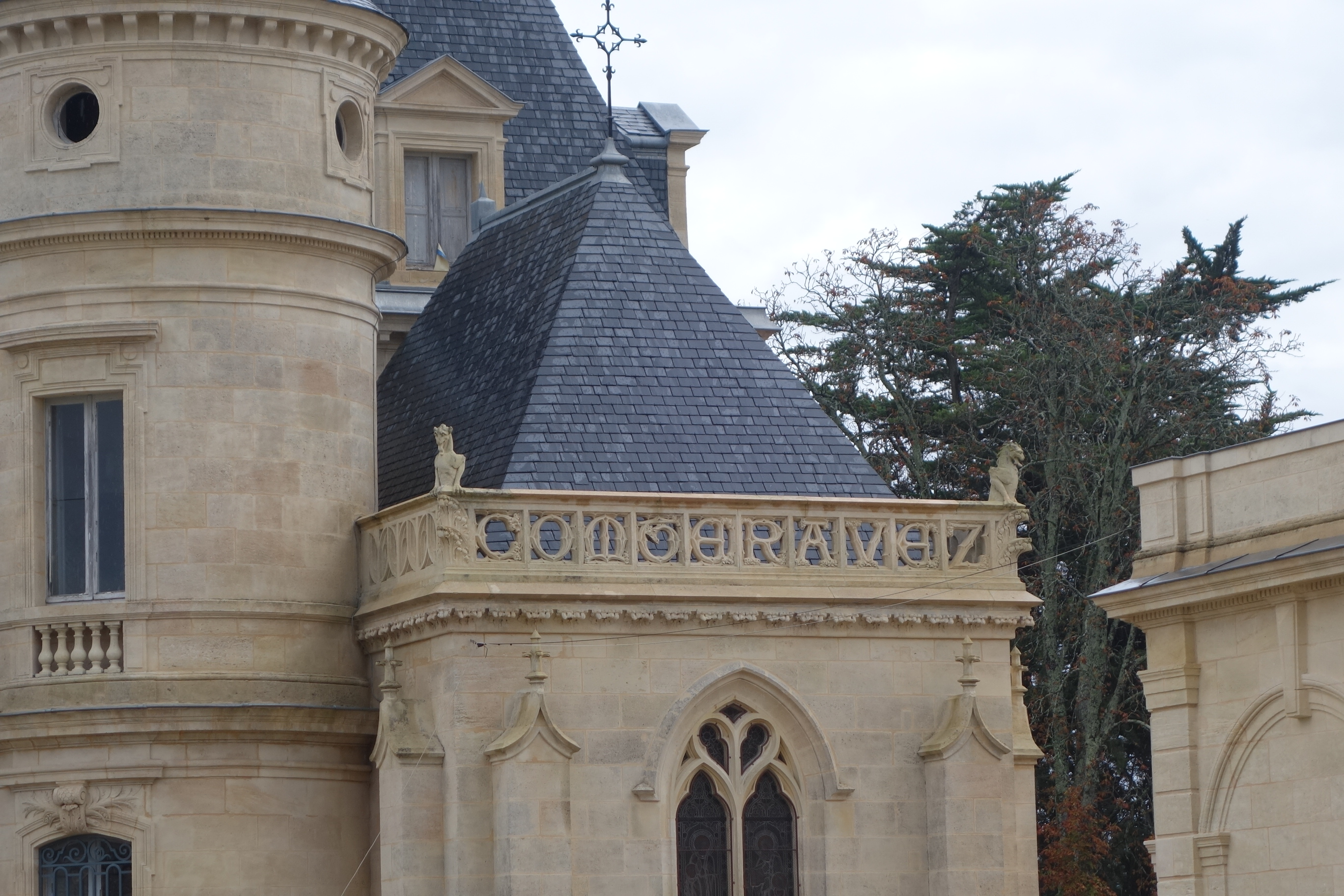
château Millet, Portets (33), chapelle du château

Selon le Dictionnaire de la Noblesse Française d' É. de Séréville et de F. de Saint Simon, la famille Ravez appartient à la noblesse française subsistante.

### Généalogie simplifiée
Albert Révérend donne la généalogie suivante de la famille Ravez:
- Claude Ravée dit Ravez, marchand vergettier, marié à Antoinette Aroud dont :
  - Auguste Simon Marie Hubert Ravez (1770-1849), dit le comte Ravez, pair de France (1829-1830), marié en 1796 à Marie-Anne Deleyre, dont :
    - Antoine Arnaud Sophie Auguste Ravez (1797-1857) dit le baron Ravez, magistrat, marié à Marie-Louise Ducru, dont :
      - Marie-Joséphine Antoinette-Ernestine Ravez (1831-1856), mariée en 1853 à Anne-Jean-Charles-Armand de Pichard de Latour.
      - Jean-Baptiste-Alfred Ravez (1835-1914) dit le comte Ravez, marié à Jeannette Salintini, dont :
        - Jean-Baptiste Joseph Alfred Ravez (1880),

    - Pierre-Joseph-Marie-Thérèse-Paul Emile Ravez (1810-1855), officier de marine;
    - Auguste-Pierre-Marie-Adrien Ravez (1808-1881), avocat;
    - Marguerite-Sophie-Charlotte Ravez (1799-1806)

Descendance subsistante
Jean-Baptiste-Alfred Ravez (1835-1914) dit le comte Ravez a reconnu le 6 juin 1874 un fils, Jean Amédée, né le 13 février 1874 à Mérignac de Marguerite Gaston, d'où est issue une descendance subsistante.

## Titulatures
L’ordonnance du 10 août 1829 qui accorde la pairie à Auguste Ravez le dispense, à titre personnel, de l'établissement du majorat préalable pour y siéger. Toutefois la dite-ordonnance précise « Néanmoins la dignité de pair du royaume qu'il nous a plu de conférer au sieur Ravez ne sera héréditaire qu’à la charge par lui de constituer un majorat de dix mille francs au moins de revenu».
Dans la Collection complète des lois, décrets, ordonnances, règlemens et avis du Conseil d'État... : de 1788 à 1830 inclusivement, par ordre chronologique, continuée depuis 1830...., tome 29, par J.-B. Duvergier, il est mentionné « sieur Ravez » et non « baron Ravez ».
Toutefois, Hervé Pinoteau précise « Il fut appelé à la pairie comme baron-pair » ; ce qui est cohérent avec l'ordonnance du 14 août 1819 qui dispose « que le titre à conférer aux pairs nouvellement créés sera celui de baron ; & d'appliquer ce principe aux pairs nommés par l'ordonnance du 5 mars dernier ... »

Hervé Pinoteau ajoute néanmoins « Il ne réalisa pas le majorat voulu et fut expulsé de la chambre des pairs comme tous ceux qui avaient été nommés par Charles X (…) Son fils avocat général à la cour de Bordeaux se titra baron puis comte ». Les majorats ayant été supprimés à partir de 1835 et nonobstant la décision royale de 1837 concernant l'hérédité des titres en l'absence de majorat, la question de l'hérédité du titre de baron se pose. Quant au titre de comte, Albert Révérend indique « Il figure comme pair avec ce titre à l'Almanach Royal de 1830, mais il n’existe pas de lettres patentes aux Archives du Sceau de France au nom de Ravez ; s’il y a eu une ordonnance royale d’avis d’expédition desdites lettres, nous n’en avons pas retrouvé la date ». On le retrouve malgré tout avec ce titre sur la liste officielle des pairs de France en 1830.

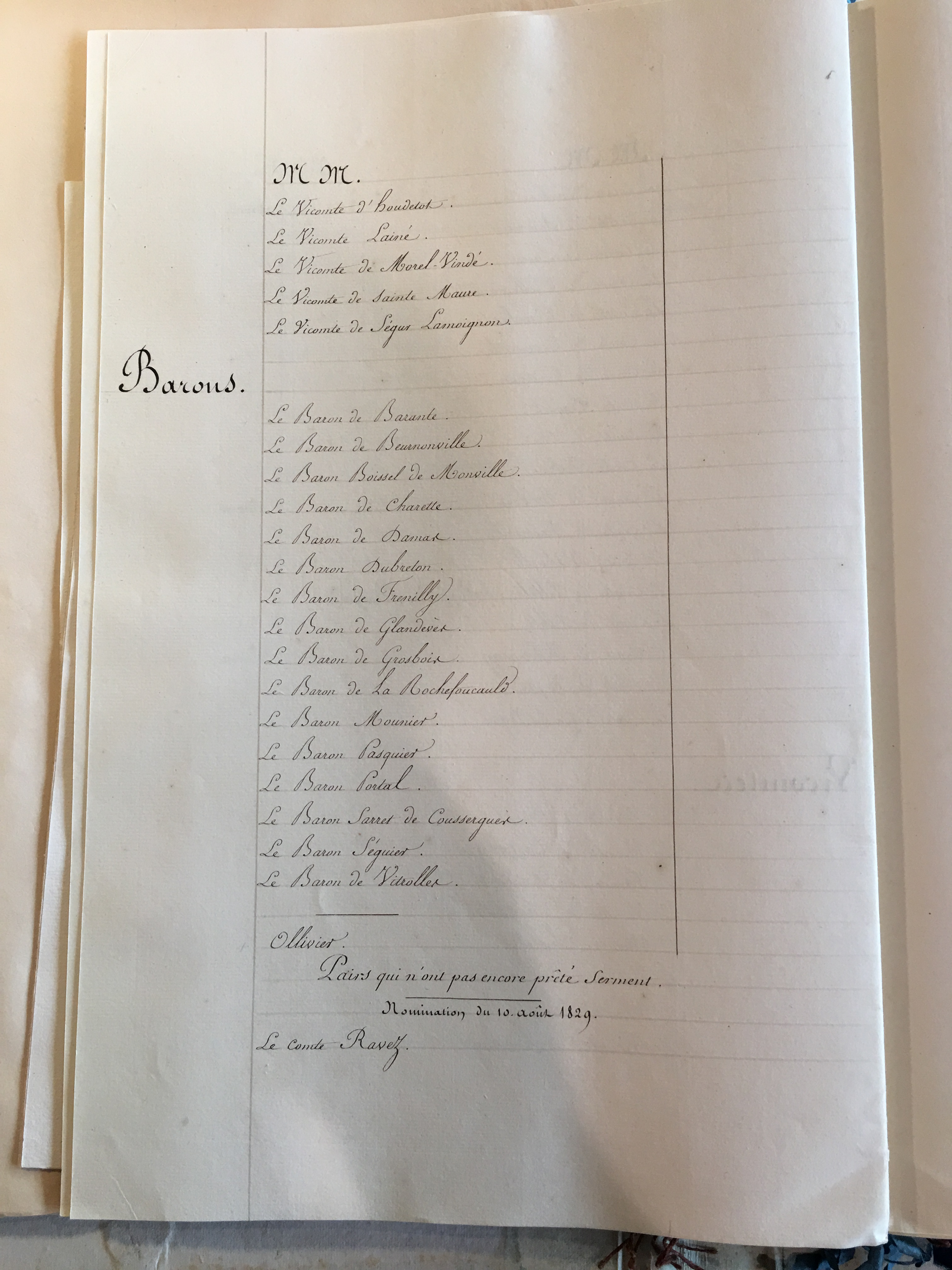
Liste partielle des Pairs de France en juillet 1830 sur laquelle figure Auguste Ravez

## Armoiries
« D'azur à la bande d'or chargée d'une étoile à six rais d'azur ».

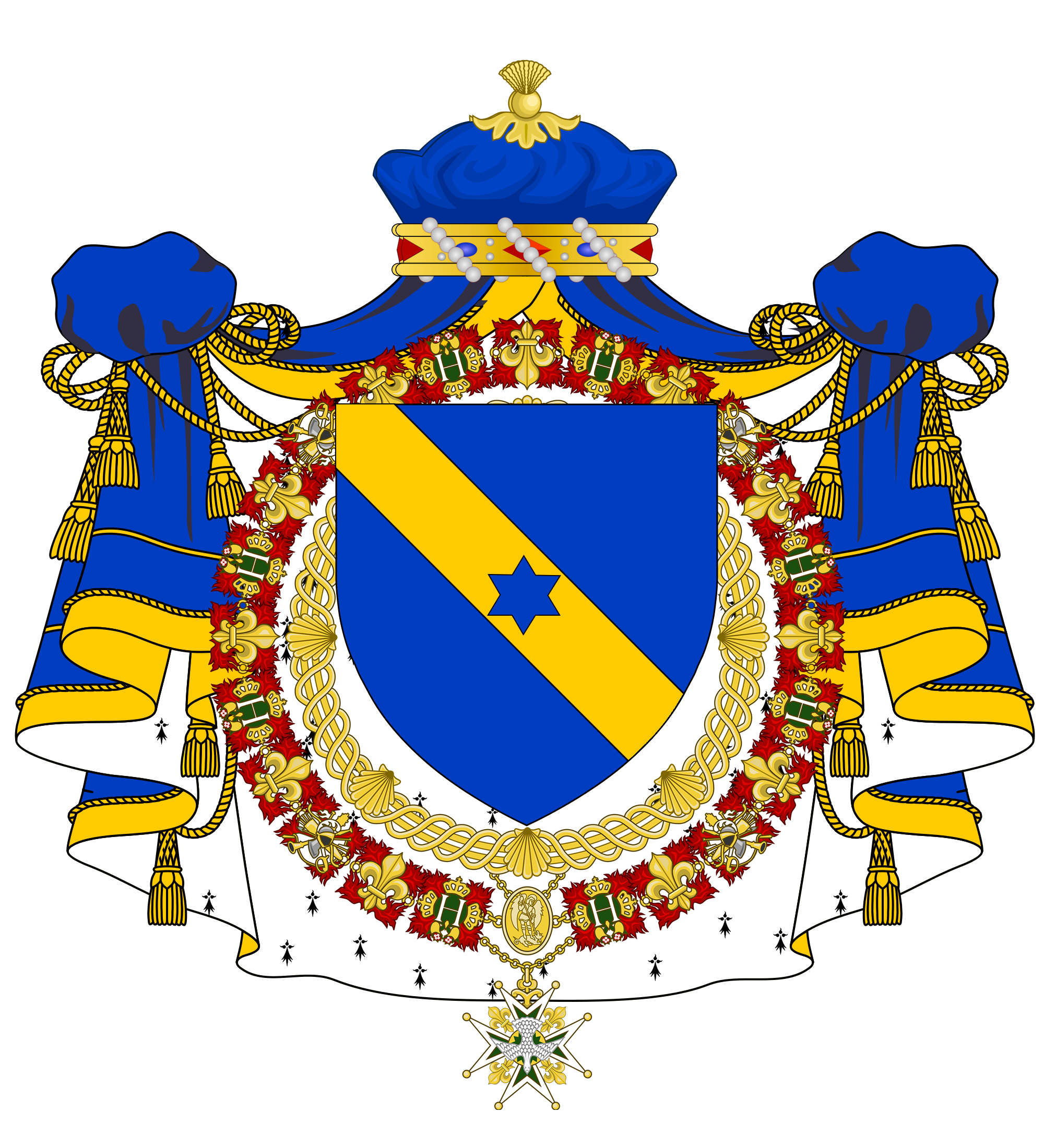
Armes d'Auguste Ravez en 1829.

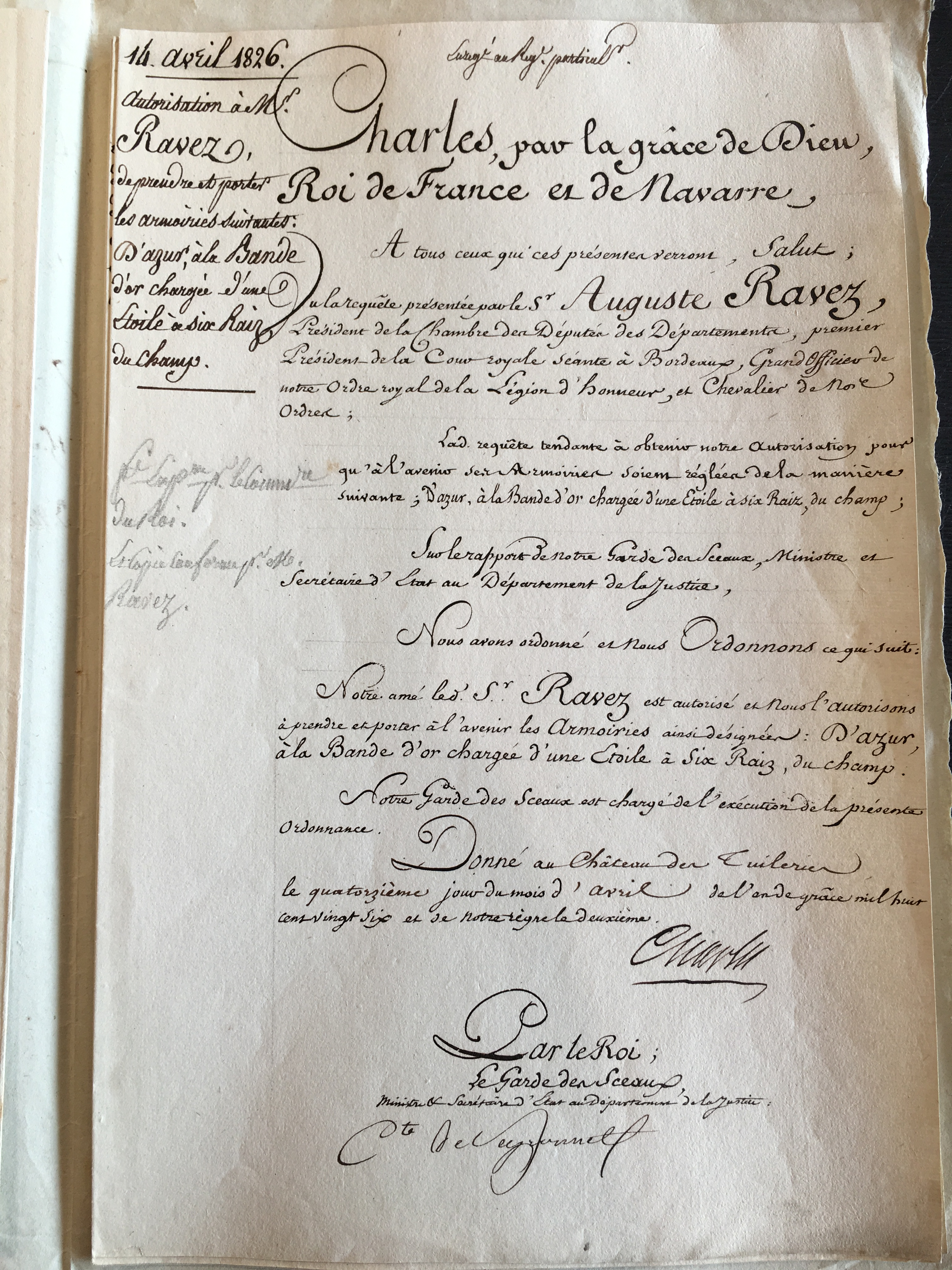
Ordonnance Royale du règlement d'armoiries d'Auguste RAVEZ

Les Archives nationales conservent sous la cote BB/30/1118 l'ordonnance du règlement d'armoiries concernant Auguste Ravez. Selon Hervé Pinoteau « Ravez dit à Tiolier qu'il avait reçu des armes de Charles X et il lui en expédia dessin, le 26 avril 1826, mais ce document n'est pas dans le dossier de chevalier [de l'ordre du Saint-Esprit] ».

## Décorations
- Grand officier de la Légion d'honneur, le 18 août 1824 (Chevalier le 23 septembre 1814, Officier le 10 mai 1820, Commandeur le 1er mai 1821).
- Chevalier de l'ordre du Saint-Esprit, le 30 mai 1825[20].

### Sources
- Albert Révérend, Les familles titrées et anoblies au XIXe siècle : titres, anoblissements et pairies de la Restauration, 1814-1830. Tome 6, pages31-32 : généalogie de la famille Ravez.
- « Auguste Ravez », dans Adolphe Robert et Gaston Cougny, Dictionnaire des parlementaires français, Edgar Bourloton, 1889-1891 [détail de l’édition]
- Robert Dufourg, Ravez, un grand parlementaire de la Restauration, Raymond Picquot, 1952
- André Deforges, Les Illustres de Bordeaux : catalogue, vol. 2, Bordeaux, Dossiers d'Aquitaine, 2014, 80 p. (ISBN 978-2-84622-255-6, BNF 43908733, présentation en ligne).
- Raoul De Warren, Grand Armorial de France, tome V, p. 435.